# Messenger (Meta)
Messenger, anteriormente conocido como Facebook Messenger, es una aplicación de mensajería instantánea desarrollada por Meta Platforms. El servicio fue introducido originalmente como Facebook Chat en 2008. En 2010, la compañía rediseñó su sistema de mensajería, y en agosto de 2011 lanzó una aplicación independiente para dispositivos móviles.
A lo largo del tiempo, Meta ha desarrollado versiones de Messenger para diversos sistemas operativos y ha creado un sitio web dedicado (messenger.com). Además, la funcionalidad de mensajería fue separada de la aplicación principal de Facebook, lo que obligó a los usuarios a descargar Messenger como una aplicación independiente para acceder a los mensajes.
Messenger permite a los usuarios de Facebook enviar mensajes entre sí. Complementando las conversaciones regulares, Messenger permite a los usuarios realizar llamadas de voz y videollamadas tanto en interacciones individuales como en conversaciones de grupo. Su aplicación para Android tiene soporte integrado para SMS y "Chat Heads", que son iconos redondos de fotos de perfil que aparecen en la pantalla independientemente de qué aplicación esté abierta, mientras que ambas aplicaciones admiten varias cuentas, conversaciones con cifrado opcional extremo a extremo y reproducción "Instant Games", que son juegos selectos incorporados en Messenger. Algunas características, incluyendo el envío de dinero y la solicitud de transporte, se limitan a los Estados Unidos. En 2017, Facebook ha añadido "Messenger Day", una función que permite a los usuarios compartir fotos y videos en formato de historia con todos sus amigos con el contenido que desaparece después de 24 horas; Reacciones, que permite a los usuarios tocar y mantener un mensaje para añadir una reacción a través de un emoji; y 'menciones', que permite a los usuarios en conversaciones de grupo escribir "@" para dar a un usuario en particular una notificación.
En marzo de 2015, Facebook anunció que comenzaría a permitir que las empresas y los usuarios interactuaran a través de Messenger con funciones como seguimiento de compras y recepción de notificaciones e interacción con representantes de servicio al cliente. También anunció que los desarrolladores de terceros podrían integrar sus aplicaciones en Messenger, permitiendo a los usuarios ingresar una aplicación mientras estaban dentro de Messenger y opcionalmente compartir detalles de la aplicación en un chat. En abril de 2016, introdujo una API para que los desarrolladores construyeran chatbots en Messenger, para usos como los editores de noticias construyendo bots para dar noticias a los usuarios a través del servicio, y en abril de 2017, habilitó el asistente virtual M para usuarios en los EE. UU. Escanea chats para palabras clave y sugiere acciones relevantes, como su sistema de pagos para usuarios que mencionan dinero. Además, Facebook amplió el uso de bots, incorporando chatbots de grupo en Messenger como "Chat Extensions", añadiendo una pestaña "Discovery" para encontrar bots y habilitando códigos QR especiales que, cuando se escanean, llevan al usuario a un bot específico.
Después de separarse de la principal aplicación de Facebook, Messenger tenía 600 millones de usuarios en abril de 2015, llegando a 900 millones en junio de 2016, 1000 millones en julio de 2016 y 1.2 mil millones en abril de 2017.

## Historia
Después de las pruebas de una nueva plataforma de mensajería instantánea en Facebook en marzo de 2008, la característica, entonces titulada "Facebook Chat", fue liberada gradualmente a los usuarios en abril de 2008. Facebook renovó su plataforma de mensajería en noviembre de 2010, y posteriormente adquirió el servicio de mensajería de grupo Beluga en marzo de 2011, que la compañía solía lanzar iOS independiente y aplicaciones móviles de Android el 9 de agosto de 2011. Facebook lanzó más tarde una versión de BlackBerry en octubre de 2011. Una aplicación para Windows Phone, aunque carece de características, incluyendo mensajes de voz y cabezas de chat, fue lanzado en marzo de 2014. En abril de 2014, Facebook anunció que la función de mensajería se eliminaría de la aplicación principal de Facebook y los usuarios tendrán que descargar la aplicación de Messenger independiente. Una versión optimizada para iPad de la aplicación iOS se publicó en julio de 2014. En abril de 2015, Facebook lanzó una interfaz de sitio web para Messenger. Una aplicación de Tizen fue lanzada el 13 de julio de 2015. En octubre de 2016, Facebook lanzó Facebook Messenger Lite, una versión simplificada de Messenger con un conjunto de funciones reducido. La aplicación está dirigida principalmente a teléfonos Android y regiones donde Internet de alta velocidad no está ampliamente disponible. Facebook Messenger Lite sólo está disponible en Kenia, Túnez, Malasia, Sri Lanka y Venezuela, y está previsto que llegue a otros países más tarde. En abril de 2017, Facebook Messenger Lite se expandió a 132 países más. En mayo de 2017, Facebook renovó el diseño para Messenger en Android e iOS, trayendo una nueva pantalla de inicio con pestañas y categorización de contenido y medios interactivos, puntos rojos indicando nueva actividad y secciones reubicadas.
Facebook anunció un programa Messenger para Windows 7 en una prueba beta limitada en noviembre de 2011. El mes siguiente, el blog israelí TechIT filtró un enlace de descarga para el programa, con Facebook posteriormente confirmando y lanzando oficialmente el programa. El programa fue descontinuado en marzo de 2014. Un complemento de navegador web de Firefox fue lanzado en diciembre de 2012, pero también fue descontinuado en marzo de 2014.
En diciembre de 2017, Facebook anunció Messenger Kids, una nueva aplicación dirigida a personas menores de 13 años. La aplicación tiene algunas diferencias con respecto a la versión estándar. 
En 2019, Facebook Messenger anunció ser la 2ª aplicación móvil más descargada de la década, de 2011 a 2019. En diciembre de 2019, Facebook Messenger retiró el soporte para que los usuarios inicien sesión usando sólo un número móvil, lo que significa que los usuarios deben iniciar sesión en una cuenta de Facebook para poder usar el servicio.
En marzo de 2020, Facebook comenzó a enviar su aplicación dedicada a Messenger para MacOS a través de la Mac App Store. La aplicación está actualmente en vivo en regiones como Francia, Australia, México y Polonia.
En abril de 2020, Facebook comenzó a desplegar una nueva función llamada Messenger Rooms, una función de videochat que permite a los usuarios chatear con hasta 50 personas a la vez. La característica rivaliza con Zoom, una aplicación que ganó mucha popularidad entre la pandemia de COVID-19. Las preocupaciones de privacidad surgieron ya que la característica utiliza las mismas políticas de recolección de datos que el Facebook convencional.
El 13 de octubre de 2020, la aplicación Messenger dentro de Facebook introdujo la mensajería cruzada entre aplicaciones con Instagram, que fue lanzada en septiembre de 2021.  En adición a la mensajería integrada, la aplicación anunció la introducción de un nuevo logo, que sería una amalgama entre el logo de Messenger y el de Instagram.

## Aplicación del software

### Messenger para móviles
Facebook Messenger para dispositivos móviles fue lanzado al mercado el 12 de agosto de 2012 para iOS y Android con una actualización del 11 de octubre que la hacía disponible para BlackBerry OS. Desde el 7 de marzo de 2014, la aplicación está disponible también para Windows Phone.
En diciembre de 2015, la aplicación para Android de Facebook Messenger en algunas regiones (tales como Australia, India, Indonesia, Sudáfrica y Venezuela) se pudo usar sin tener una cuenta, simplemente con el nombre y el número de teléfono. Estos cambios fueron destinados a ser una alternativa a la aplicación WhatsApp. Las actualizaciones posteriores añadieron la posibilidad de utilizar Facebook Messenger como un cliente de mensajería de texto de reemplazo en Android.

### Messenger para ordenadores
Facebook Messenger fue oficialmente lanzado el 5 de marzo de 2012 para Windows 7. Las pruebas de software comenzaron con un grupo limitado beta-tester el 21 de noviembre de 2011, sin embargo, un vínculo filtrado del software en etapa beta fue revelado públicamente por un blog israelí llamado TechIT. Facebook respondió el mismo día anunciando la disponibilidad del enlace a través de su Centro de Asistencia.
Entre sus características incluye Ticker, una función similar a la barra lateral de actividades de amigos, visto por los usuarios del sitio web de Facebook. Al momento del lanzamiento, no estaban disponibles los servicio de chat, videollamadas y la edición de configuraciones a través del software. Fue mencionado por los desarrolladores de Facebook una versión de Mac OS próximamente.
En marzo de 2014, decidió dar de baja Messenger para PCs de escritorio, enfocándose exclusivamente en móviles. Sin embargo, desde 2016 está disponible para PC y tablet con Windows 10.
Jabber aun cuando ya no está disponible una App de escritorio, todavía se puede usar Facebook Messenger desde otros programas que utilicen Jabber.

### Privacidad solicitudes de mensajes
El usuario de Facebook puede protegerse de recibir solicitudes de mensajes de cualquier persona desconocida que no tiene en su lista de amigos en Facebook, el usuario solo tiene que entrar en la aplicación Facebook Messenger, entra al perfil, abajo el usuario tiene que bajar y encontrar abajo del perfil de Facebook Messenger "Preferencias", "Privacidad", al entrar a "Privacidad", el usuario encontrará a la primera opción "Entrega de mensajes", al entrar en esa opción, encontrará "Conexiones potenciales" y entrará donde diga "Amigos de amigos en Facebook" al entrar en esa opción encontrará varias opciones, tales como, "Chats", "Solicitudes de mensajes", "No recibir solicitudes", allí decide elegir que opción decide poner si quiere recibir siempre Solicitudes de mensajes de cualquier persona desconocida que no tiene en Facebook, "Amigos de amigos en Facebook" es cuando el usuario tiene un amigo en Facebook, que el otro usuario no tiene como amigo al usuario que si lo tiene como amigo en Facebook, la otra opción, "Otras personas", "Otras personas en Facebook" el usuario entra en esa opción y encuentra "Solicitudes de mensajes", "No recibir solicitudes", esa opción es cuando una persona desconocida le envía solicitud de mensajes pero, el usuario no tiene a ninguno de sus amigos en Facebook, eso significa "Otras personas en Facebook".
Cuando una persona desconocida le envía una solicitud de mensaje a una persona que no tiene como amigo en Facebook, saldrá este pequeño aviso "Esta cuenta no puede recibir tu mensaje porque no permite nuevas
solicitudes de mensaje de cualquier persona.", solo así puede estar protegido el usuario de Facebook. Aunque la persona desconocida tenga o no tenga a los amigos (amigos en común) de la otra persona, aun así la persona está protegida de recibir solicitudes de mensajes de cualquier persona desconocida en Facebook, Facebook Lite, y Facebook Messenger.

### Bots
El Chat SDK da servicio a los desarrolladores de abrir bots para aquellos usuarios que utilizan Facebook Messenger.[cita requerida]

## Recepción
En noviembre de 2014, la Electronic Frontier Foundation (EFF) enlistó a Facebook Messenger (Facebook chat) en su Secure Messaging Scorecard. Recibió una puntuación de 2 de los 7 puntos en la tarjeta de puntuación. Recibió puntos por tener comunicaciones cifradas en tránsito y por haber completado recientemente una auditoría de seguridad independiente. Se perdieron puntos porque las comunicaciones no estaban cifradas con claves que el proveedor no tenía acceso, los usuarios no podían verificar las identidades de los contactos, los mensajes anteriores no eran seguros si se robaban las claves de cifrado, el código fuente no estaba abierto a revisión independiente, Y el diseño de seguridad no fue debidamente documentado. Como se ha dicho por Facebook en su Centro de ayuda, no hay forma de desconectarse de la aplicación de Facebook Messenger. En su lugar, los usuarios pueden elegir entre diferentes estados de disponibilidad, como "Aparecer como inactivo", "Cambiar cuentas" y "Desactivar notificaciones". Los medios de comunicación han informado sobre una solución alternativa, presionando una opción "Borrar datos" en el menú de la aplicación en Configuración en dispositivos Android, que devuelve al usuario a la pantalla de inicio de sesión.

### Crecimiento de usuarios
Después de ser separado de la aplicación principal de Facebook, Facebook Messenger tenía 600 millones de usuarios en abril de 2015. Esto creció a 900 millones en junio de 2016, mil millones en julio de 2016 y 1.2 mil millones en abril de 2017.